# Bar-mitsvah
Pour les articles homonymes, voir Bar.

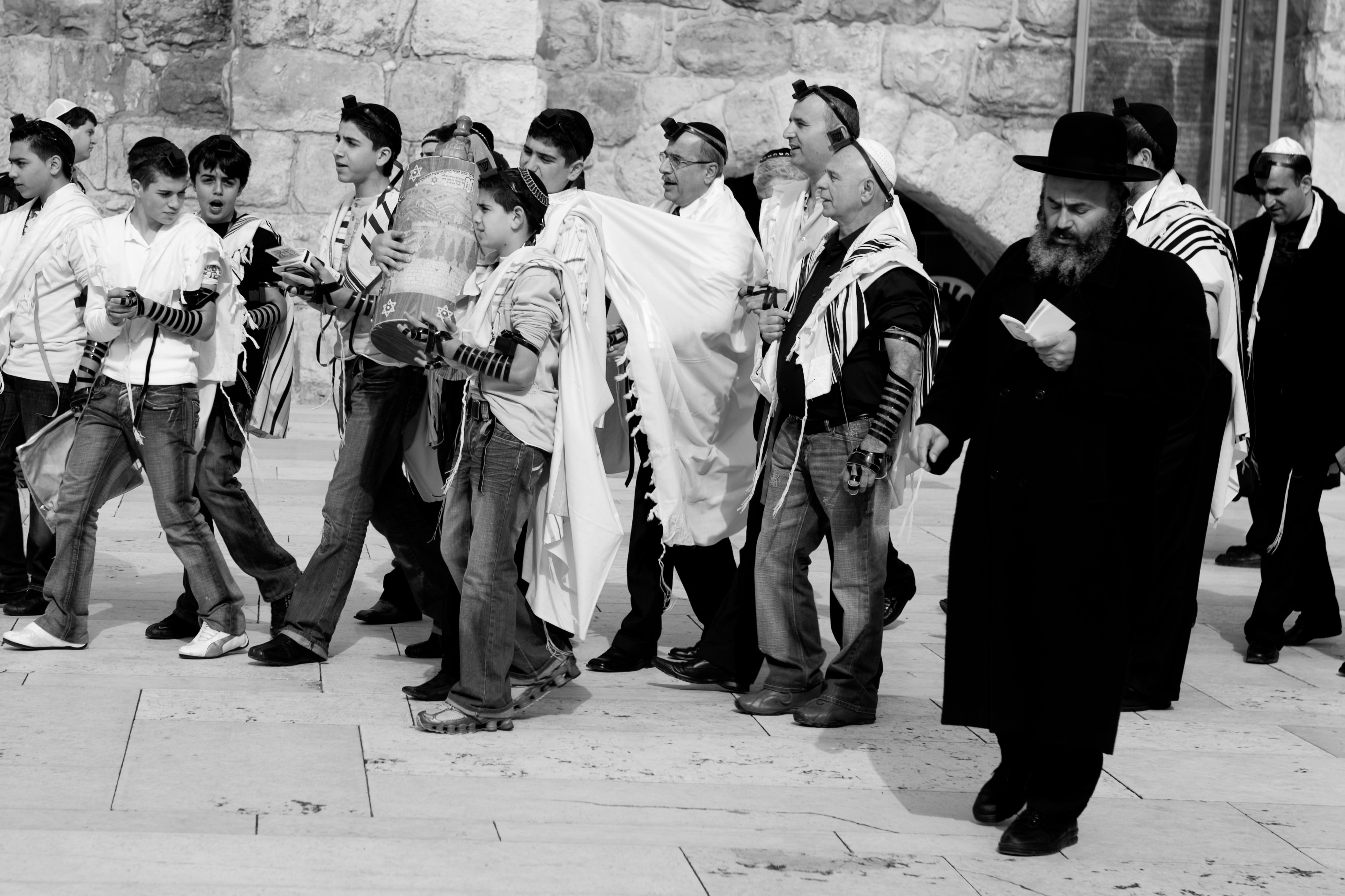
Une bar-mitsvah au Mur occidental.

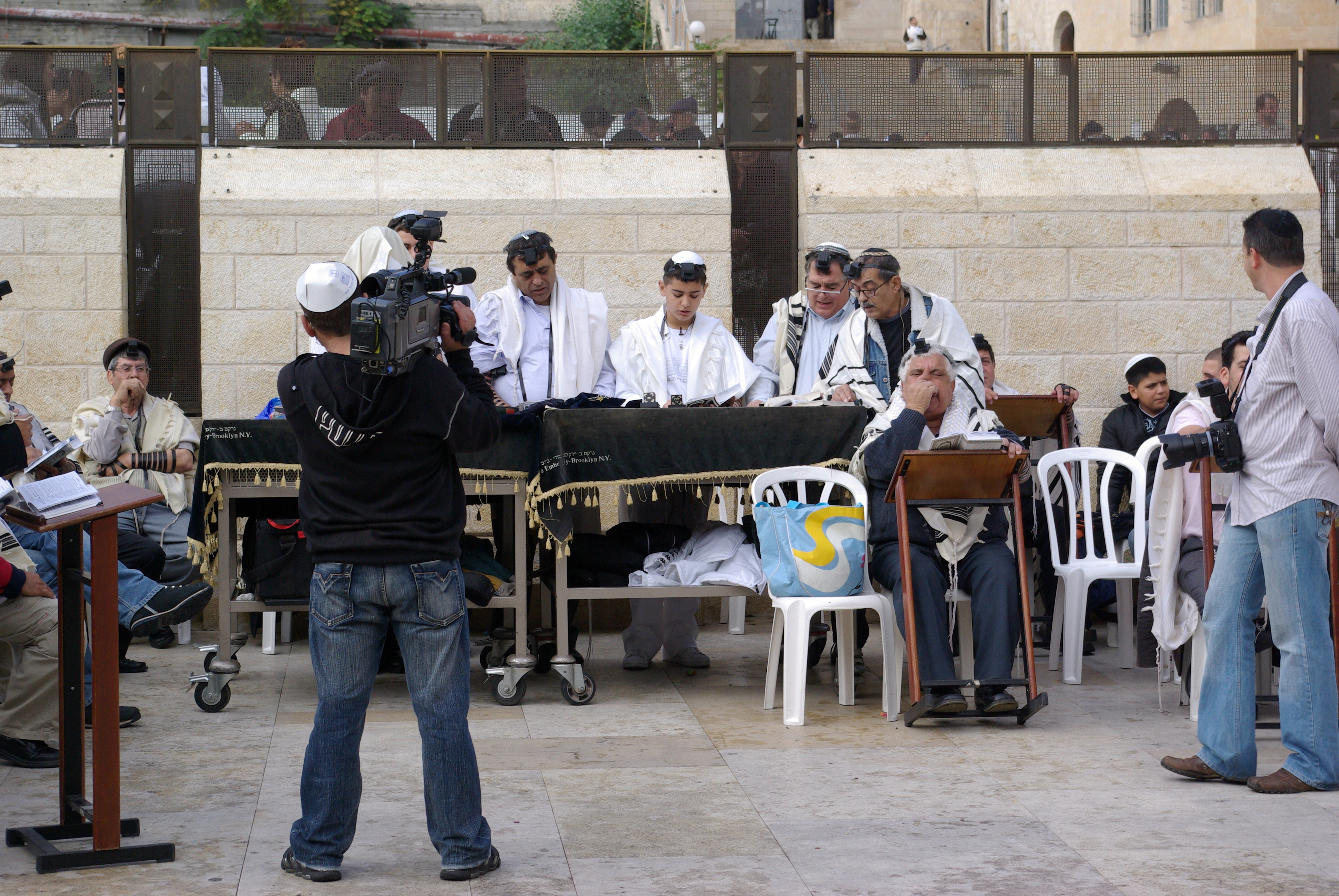
Un jeune bar-mitsvah officie au Kotel.

La bar-mitsvah,, (en hébreu : בר מצווה) est le statut de majorité religieuse acquis par les jeunes garçons juifs, à l’âge de 13 ans. Par extension, l'expression désigne aussi la cérémonie facultative célébrant ce passage. L’équivalent féminin est la bat-mitsvah, par laquelle la jeune fille juive atteint sa majorité religieuse, à l’âge de 12 ans. Une cérémonie peut être célébrée, généralement dans la sphère familiale. Ces cérémonies existent depuis le XIVe siècle pour les garçons, et depuis le XXe siècle pour les filles.

## Origine du terme «bar-mitsvah»
Bar-mitsvah est une expression araméenne qui signifie littéralement « fils du commandement ». Bar signifie « fils », et mitsvah, traduit habituellement par « bonne action », signifie « commandement ». Être bar-mitsvah signifie donc pour un garçon être en âge d'appliquer pleinement les commandements de Dieu.

## Déroulement de la cérémonie
La manière actuelle de célébrer la bar-mitsvah s’est développée au Moyen Âge en Europe. Aucune cérémonie n’existait aux temps bibliques ou talmudiques. 
La bar-mitsvah représente le moment à partir duquel un garçon compte comme une personne à part entière dans la constitution d’un miniane (dix hommes) permettant un office collectif, où il porte les accessoires de prière, le talit (châle de prière) et les tephillin (phylactères). La tradition actuelle veut que ces « premières » fassent l’objet d’offices particuliers où le jeune garçon remplacera le chantre (baal tefilah) ou le hazzan qui mène habituellement l’office à la synagogue. Suivant ses capacités, il pourra conduire la totalité de l’office ou, au minimum, lire dans la Torah le passage affecté à la semaine de sa majorité.
Depuis la fin du XXe siècle, certaines communautés, telles que le mouvement Reform (réformiste) aux États-Unis, organisent pour les filles la même cérémonie que pour les garçons. D’autres, telles que le mouvement Conservative (conservateur) ou le mouvement libéral en France, permettent aux filles d’accomplir quelques rites que les mouvements orthodoxes continuent de réserver aux garçons.
Dans les communautés traditionnelles, le jeune bar-mitsvah commence à célébrer sa majorité à partir de l’âge de 13 ans et un jour dans le calendrier hébraïque où il portera pour la première fois les tephillin (tous les jours de la semaine sauf le chabbat), et le talit. Puis, le lundi ou le jeudi suivant, jours de lecture de la Torah à l’office public, et le samedi matin pour les offices du chabbat (samedi), il « montera » à la Torah pour en faire lecture. Il prononcera aussi un discours sur le passage de la Torah qu’il a lu (derachah).
L’office, en particulier celui du matin du chabbat, est traditionnellement suivi d’une collation, la séouda (la prière du matin est, en principe, dite avant le déjeuner). Lorsque la communauté célèbre une bar-mitsvah, il est d’usage que les parents invitent tous les participants à un buffet qui s’ouvre par la récitation du kiddouch, la prière sur le vin.
La lecture de la Torah n’est pas aisée, car le texte hébreu s’écrit sans voyelles. Elle demande donc un travail de mémorisation. De plus, il faut chanter avec les téamims, notes de musique qui indiquent l’intonation ; ceux-ci non plus ne sont pas écrits, et cela accroît la difficulté de lecture de la parasha.